# Nicetes Paflagó
David Nicetes Paflagó (David Nicetas Paphlago, Νικήτας) conegut simplement com a Nicetes Paflagó, fou un religiós romà d'Orient probablement bisbe de Dadybri a Paflagònia, que va viure a l'entorn del 880 i es va destacar per la seva fidelitat al patriarca Ignasi de Constantinoble i la seva oposició a Foci. Molts autors identifiquen amb Nicetes Paflagó l'autor Nicetes Retor (Nicetas Rhetor, Νικήτας) un religiós romà d'Orient, del que no s'ha pogut establir amb certesa la seva època i se'l situa generalment al segle ix.

## Obres
Va escriure:
- Vita S. Ignatii Patriarchae[2]
- Apostolorum XII. Encomia XII
- Orationes, o Marcum Evangelistam, in Nativitatem S. Mariae, in Exaltationem S. Crucis, in S. Gregorium Theologum, Oratio Panegyrica in S. Hyacinthum Amastrensem Martyrem
- Oratio Panegyrica in inclytum Martyrem Eustathium, &c.
- Historia Apocripha
- Liber pro Synodo Chalcedonensi adversus Epistolam Regis Armeniae (podria ser obra de Nicetes Bizantí)
- Commentarii in Gregor. Nazianzeni Tetrasticha et Monosticha (podria ser obra de Nicetes de Serres)
- Himnes i altres escrits menors

S'atribueixen a Nicetes Retor les següents obres: 
- 1. Orationes
- 2. Diatriba in gloriosum Martyrem Pantieleemonem
- 3. De Certamiine et de Inventione, §c. reliquiarum, S. Stephani Protomartyris
- 4. Encomium in Magnum Nicholaum Myrobleptem et Thaumaturgum